# Тарасівська волость (Богодухівський повіт)
Тарасівська волость — історична адміністративно-територіальна одиниця Богодухівського повіту Харківської губернії з центром у селі Тарасівка.
Станом на 1885 рік складалася з 8 поселень, 7 сільських громад. Населення — 7723 особи (3815 чоловічої статі та 3908 — жіночої), 949 дворових господарств.
|                     | Площа, десятин | У тому числі орної, дес. |
| ------------------- | -------------- | ------------------------ |
| Сільських громад    | 11901          | 8661                     |
| Приватної власності | 1727           | 1108                     |
| Казенної власності  | 61             | 61                       |
| Іншої власності     | 109            | 105                      |
| Загалом             | 13808          | 9935                     |

Найбільші поселення волості станом на 1885:
- Тарасівка — колишнє державне село при річці Ворсклиця за 40 верст від повітового міста, 1792 особи, 289 дворів, православна церква, поштова станція, щорічний ярмарок.
- Катанське — колишнє державне село при річці Ворсклиця, 907 осіб, 133 двори.
- Крамчанка — колишнє державне село при річці Ворсклиця, 843 особи, 128 дворів.
- Попівка (Монастир) — колишнє державне село при річці Ворсклиця, 1256 осіб, 234 двори, православна церква, щорічний троїцький ярмарок.
- Солдатське — колишнє державне село при річці Ворсклиця, 1472 особи, 234 двори, православна церква.
- Станичне — колишнє державне село при річці Ворсклиця, 303 особи, 52 двори, православна церква.